# Lista över fornlämningar i Hjo kommun
Lista över fornlämningar i Hjo kommun är en förteckning av ett urval av de fornlämningar som finns i Hjo kommun.

## Korsberga
| Namn           | Lämningstyp                 | Tillkomsttid | Historisk indelning      | Plats | Läge                 | ID-nr          | Bild                                 |
| -------------- | --------------------------- | ------------ | ------------------------ | ----- | -------------------- | -------------- | ------------------------------------ |
| Korsberga 2:1  | Röse                        |              | Korsberga, Västergötland |       | 58.264534, 14.097037 | 10195700020001 | Ladda upp en bild av detta fornminne |
| Korsberga 3:1  | Stensättning                |              | Korsberga, Västergötland |       | 58.265895, 14.099158 | 10195700030001 | Ladda upp en bild av detta fornminne |
| Korsberga 4:1  | Stensättning                |              | Korsberga, Västergötland |       | 58.264884, 14.099348 | 10195700040001 | Ladda upp en bild av detta fornminne |
| Korsberga 5:3  | Stensättning                |              | Korsberga, Västergötland |       | 58.263847, 14.099641 | 10195700050003 | Ladda upp en bild av detta fornminne |
| Korsberga 6:1  | Stensättning                |              | Korsberga, Västergötland |       | 58.269805, 14.129796 | 10195700060001 | Ladda upp en bild av detta fornminne |
| Korsberga 9:1  | Grav markerad av sten/block |              | Korsberga, Västergötland |       | 58.297333, 14.102866 | 10195700090001 | Ladda upp en bild av detta fornminne |
| Korsberga 16:1 | Stensättning                |              | Korsberga, Västergötland |       | 58.309962, 14.096418 | 10195700160001 | Ladda upp en bild av detta fornminne |
| Korsberga 18:1 | Stensättning                |              | Korsberga, Västergötland |       | 58.314956, 14.095356 | 10195700180001 | Ladda upp en bild av detta fornminne |
| Korsberga 23:1 | Stensättning                |              | Korsberga, Västergötland |       | 58.308010, 14.096707 | 10195700230001 | Ladda upp en bild av detta fornminne |
| Korsberga 31:1 | Stensättning                |              | Korsberga, Västergötland |       | 58.279288, 14.104888 | 10195700310001 | Ladda upp en bild av detta fornminne |
| Korsberga 36:3 | Stensättning                |              | Korsberga, Västergötland |       | 58.267298, 14.099283 | 10195700360003 | Ladda upp en bild av detta fornminne |
| Korsberga 36:4 | Stensättning                |              | Korsberga, Västergötland |       | 58.267488, 14.099321 | 10195700360004 | Ladda upp en bild av detta fornminne |

## Norra Fågelås
| Namn               | Lämningstyp      | Tillkomsttid | Historisk indelning          | Plats | Läge                 | ID-nr          | Bild                                 |
| ------------------ | ---------------- | ------------ | ---------------------------- | ----- | -------------------- | -------------- | ------------------------------------ |
| Norra Fågelås 7:2  | Begravningsplats |              | Norra Fågelås, Västergötland |       | 58.236896, 14.207508 | 10199500070002 | Ladda upp en bild av detta fornminne |
| Norra Fågelås 31:1 | Stensättning     |              | Norra Fågelås, Västergötland |       | 58.237199, 14.190116 | 10199500310001 | Ladda upp en bild av detta fornminne |

## Södra Fågelås
| Namn               | Lämningstyp      | Tillkomsttid | Historisk indelning          | Plats | Läge                 | ID-nr          | Bild                                 |
| ------------------ | ---------------- | ------------ | ---------------------------- | ----- | -------------------- | -------------- | ------------------------------------ |
| Södra Fågelås 20:1 | Begravningsplats |              | Södra Fågelås, Västergötland |       | 58.202790, 14.128385 | 10204800200001 | Ladda upp en bild av detta fornminne |
| Södra Fågelås 31:1 | Kvarn            |              | Södra Fågelås, Västergötland |       | 58.177030, 14.214276 | 10204800310001 | Ladda upp en bild av detta fornminne |